# Dean McAmmond
Dean McAmmond (né le 15 juin 1973 à Grande Cache dans la province de l'Alberta au Canada) est un joueur professionnel de hockey sur glace.

## Carrière en club
Il commence sa carrière par jouer en ligue junior pour les Raiders de Prince Albert de la Ligue de hockey de l'Ouest en 1989-90 et deux saisons plus tard, il participe au repêchage d'entrée dans la Ligue nationale de hockey. Il est alors choisi par les Blackhawks de Chicago au premier tour en tant que 22e choix au total. Cependant, il ne fait pas immédiatement ses débuts dans la grande ligue et continue encore à jouer dans la LHOu. Lors de la fin de la saison, il joue tout de même cinq matchs dans la LNH avec Chicago et participe également à trois matchs durant les séries éliminatoires.
Par la suite, il change d'équipe de LHOu et rejoint les Broncos de Swift Current avec qui il gagne les séries de la LHOu. Il inscrit alors le plus de buts de tous les joueurs des séries - 16 buts en 17 matchs. Entre-temps, le 24 février 1993, il est échangé aux Oilers d'Edmonton avec Igor Kravtchouk en retour de Joe Murphy.
La saison suivante, il rejoint la Ligue américaine de hockey et les Oilers du Cap-Breton, équipe associé à la franchise d'Edmonton. Il gagne sa place de titulaire en 1996-1997 mais le 20 mars 1999, il retourne jouer pour Chicago à la suite d'un échange de plusieurs joueurs : Jonas Elofsson, Boris Mironov et McAmmond en retour de Ethan Moreau, Chad Kilger, Daniel Cleary et Christian Laflamme. Il joue presque trois nouvelles saisons avec les Blackhawks mais termine la saison 2000-2001 de la LNH avec les Flyers de Philadelphie. Dès la saison suivante, il rejoint les Flames de Calgary avec qu'il connaît sa meilleure saisons en inscrivant 21 buts et en réalisant 30 aides. Le 1er octobre 2002, il prend la direction de l'Avalanche du Colorado avec Jeff Shantz et Derek Morris en retour de Stephane Yelle et Chris Drury mais il fait le chemin inverse à la fin de la saison.
Lors du lock-out 2004-2005 de la LNH, il joue dans la LAH avec les River Rats d'Albany et est leur meilleur pointeur. Le 9 août 2005, il est agent libre et signe un contrat avec les Blues de Saint-Louis pour la saison 2005-2006 de la LNH puis l'année d'après, il signe un nouveau contrat d'un an avec les Sénateurs d'Ottawa.
Le 30 mars 2007, il joue son 800e match en carrière dans la Ligue nationale de hockey lors d'une victoire 5-2 contre les Canadiens de Montréal. Le même soir, le gardien de l'équipe joue son 100e match.

### Trophées et honneurs personnels
Ligue canadienne de hockey
- 1991-1992 : il possède le meilleur total +/- de la saison.

## Statistiques
| Saison      | Équipe                   | Ligue       |     | Saison régulière | Saison régulière | Saison régulière | Saison régulière | Saison régulière |    | Séries éliminatoires | Séries éliminatoires | Séries éliminatoires | Séries éliminatoires | Séries éliminatoires |
| Saison      | Équipe                   | Ligue       | PJ  | B                | A                | Pts              | Pun              | PJ               | B  | A                    | Pts                  | Pun                  |                      |                      |
| 1989-1990   | Raiders de Prince Albert | LHOu        | 53  | 11               | 11               | 22               | 49               | 14               | 2  | 3                    | 5                    | 18                   |                      |                      |
| 1990-1991   | Raiders de Prince Albert | LHOu        | 71  | 33               | 35               | 68               | 108              | 2                | 0  | 1                    | 1                    | 6                    |                      |                      |
| 1991-1992   | Raiders de Prince Albert | LHOu        | 63  | 37               | 54               | 91               | 189              | 10               | 12 | 11                   | 23                   | 26                   |                      |                      |
| 1991-1992   | Blackhawks de Chicago    | LNH         | 5   | 0                | 2                | 2                | 0                | 3                | 0  | 0                    | 0                    | 2                    |                      |                      |
| 1992-1993   | Raiders de Prince Albert | LHOu        | 30  | 19               | 29               | 48               | 44               | -                | -  | -                    | -                    | -                    |                      |                      |
| 1992-1993   | Broncos de Swift Current | LHOu        | 18  | 10               | 13               | 23               | 29               | 17               | 16 | 19                   | 35                   | 20                   |                      |                      |
| 1993-1994   | Oilers du Cap-Breton     | LAH         | 28  | 9                | 12               | 21               | 38               | -                | -  | -                    | -                    | -                    |                      |                      |
| 1993-1994   | Oilers d'Edmonton        | LNH         | 45  | 6                | 21               | 27               | 16               | -                | -  | -                    | -                    | -                    |                      |                      |
| 1994-1995   | Oilers d'Edmonton        | LNH         | 6   | 0                | 0                | 0                | 0                | -                | -  | -                    | -                    | -                    |                      |                      |
| 1995-1996   | Oilers de Cap Breton     | LAH         | 22  | 9                | 15               | 24               | 55               | -                | -  | -                    | -                    | -                    |                      |                      |
| 1995-1996   | Oilers d'Edmonton        | LNH         | 53  | 15               | 15               | 30               | 23               | -                | -  | -                    | -                    | -                    |                      |                      |
| 1996-1997   | Oilers d'Edmonton        | LNH         | 57  | 12               | 17               | 29               | 28               | -                | -  | -                    | -                    | -                    |                      |                      |
| 1997-1998   | Oilers d'Edmonton        | LNH         | 77  | 19               | 31               | 50               | 46               | 12               | 1  | 4                    | 5                    | 12                   |                      |                      |
| 1998-1999   | Oilers d'Edmonton        | LNH         | 65  | 9                | 16               | 25               | 36               | -                | -  | -                    | -                    | -                    |                      |                      |
| 1998-1999   | Blackhawks de Chicago    | LNH         | 12  | 1                | 4                | 5                | 2                | -                | -  | -                    | -                    | -                    |                      |                      |
| 1999-2000   | Blackhawks de Chicago    | LNH         | 76  | 14               | 18               | 32               | 72               | -                | -  | -                    | -                    | -                    |                      |                      |
| 2000-2001   | Blackhawks de Chicago    | LNH         | 61  | 10               | 16               | 26               | 43               | -                | -  | -                    | -                    | -                    |                      |                      |
| 2000-2001   | Flyers de Philadelphie   | LNH         | 10  | 1                | 1                | 2                | 0                | 4                | 0  | 0                    | 0                    | 2                    |                      |                      |
| 2001-2002   | Flames de Calgary        | LNH         | 73  | 21               | 30               | 51               | 60               | -                | -  | -                    | -                    | -                    |                      |                      |
| 2002-2003   | Avalanche du Colorado    | LNH         | 41  | 10               | 8                | 18               | 10               | -                | -  | -                    | -                    | -                    |                      |                      |
| 2003-2004   | Flames de Calgary        | LNH         | 64  | 17               | 13               | 30               | 18               | -                | -  | -                    | -                    | -                    |                      |                      |
| 2004-2005   | River Rats d'Albany      | LAH         | 79  | 19               | 42               | 61               | 72               | -                | -  | -                    | -                    | -                    |                      |                      |
| 2005-2006   | Blues de Saint-Louis     | LNH         | 78  | 15               | 22               | 37               | 32               | -                | -  | -                    | -                    | -                    |                      |                      |
| 2006-2007   | Sénateurs d'Ottawa       | LNH         | 81  | 14               | 15               | 29               | 28               | 18               | 5  | 3                    | 8                    | 11                   |                      |                      |
| 2007-2008   | Sénateurs d'Ottawa       | LNH         | 68  | 9                | 13               | 22               | 12               | 4                | 0  | 0                    | 0                    | 4                    |                      |                      |
| 2008-2009   | Sénateurs d'Ottawa       | LNH         | 44  | 3                | 4                | 7                | 16               | -                | -  | -                    | -                    | -                    |                      |                      |
| 2008-2009   | Islanders de New York    | LNH         | 18  | 2                | 7                | 9                | 8                | -                | -  | -                    | -                    | -                    |                      |                      |
| 2009-2010   | Devils de Lowell         | LAH         | 6   | 1                | 2                | 3                | 6                | -                | -  | -                    | -                    | -                    |                      |                      |
| 2009-2010   | Devils du New Jersey     | LNH         | 62  | 8                | 9                | 17               | 40               | 5                | 0  | 0                    | 0                    | 4                    |                      |                      |
| Totaux LNH  | Totaux LNH               | Totaux LNH  | 996 | 186              | 262              | 448              | 490              | 46               | 6  | 7                    | 13                   | 35                   |                      |                      |
| Totaux LAH  | Totaux LAH               | Totaux LAH  | 135 | 38               | 71               | 109              | 171              | -                | -  | -                    | -                    | -                    |                      |                      |
| Totaux LHOu | Totaux LHOu              | Totaux LHOu | 235 | 110              | 142              | 252              | 419              | 43               | 30 | 34                   | 64                   | 70                   |                      |                      |

| Année | Équipe                   | Compétition    |   | PJ | B | A | Pts | Pun               |  | Résultat |
| 1993  | Canada                   | CM Jr.         | 7 | 0  | 1 | 1 | 12  | Médaille d’or     |  |          |
| 1993  | Broncos de Swift Current | Coupe Memorial | 4 | 0  | 3 | 3 | 10  | 4e place          |  |          |
| 1996  | Canada                   | CM             | 8 | 0  | 2 | 2 | 2   | Médaille d’argent |  |          |
| 2000  | Canada                   | CM             | 8 | 0  | 0 | 0 | 4   | 4e place          |  |          |